# 초야권

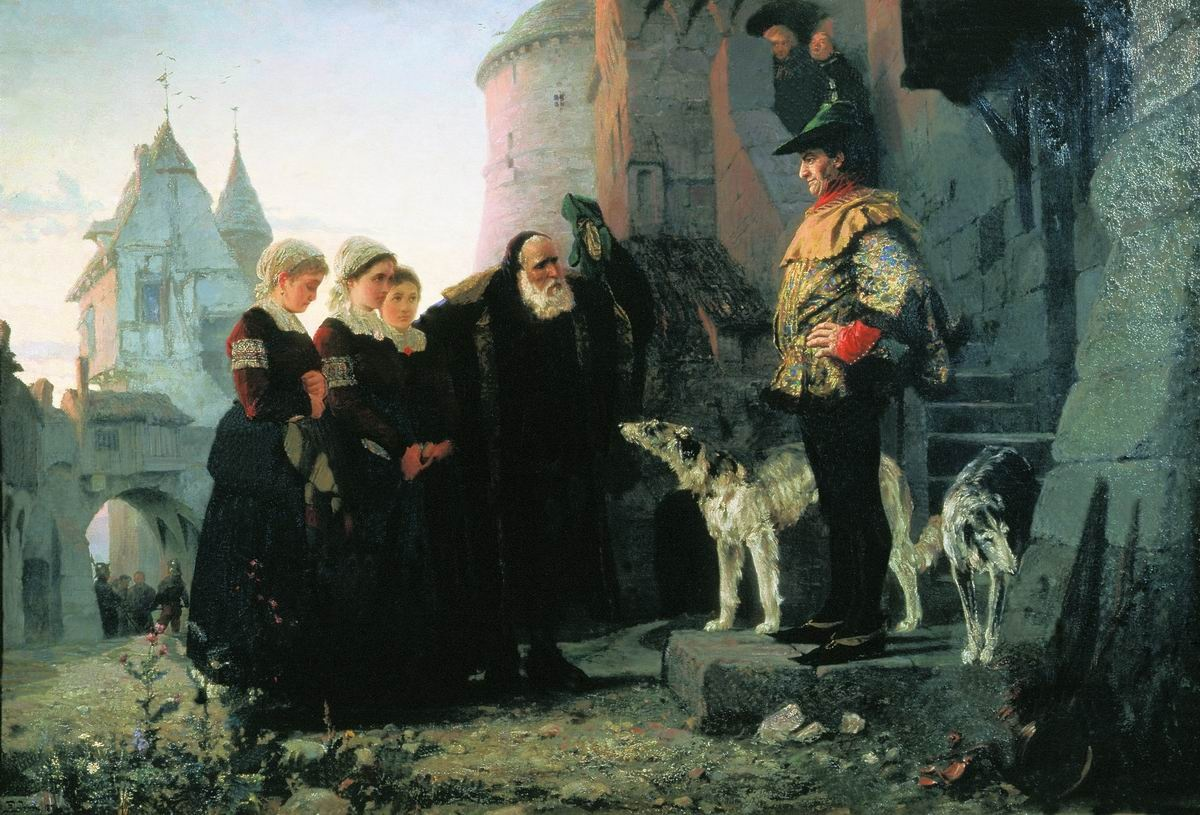

초야권(初夜權, 라틴어: jus primae noctis 유스 프리마이 녹티스[*], 프랑스어: Droit du seigneur 드루아 뒤 세뇨르[*])은 중세 영주가 자신의 영지에 보호받고 있는 농노의 딸에 대한 처녀성을 취하는 권리이다. 해당 개념을 정의하는 초야권은 중세 이후의 낭만주의 시기의 문학에 등장한 단어이며 실제로 중세 유럽 시기에 초야권이 시행되었는지는 불분명하다.

## 역사
'Droit du seigneur'는 '첫날 밤에 대한 권리'(right of the first night)를 뜻하는 중세 프랑스어로 영주가 자신의 영지에 존재하는 농노의 딸 또는 신부를 취할 수 있는 권리를 뜻하는 용어이다. 이러한 초야권에 관련된 내용은 중세 말과 근세에 지어진 시 또는 문학 작품에 등장한다. 실제로 유럽 내 일부 지역의 경우에는 부담 중인 채무가 매우 높은 농노에 한해서 초야권을 발동할 수 있다는 것이 명시되어 있는 경우도 존재했으며, 혼수세 납세를 통하여 초야 의무를 대체할 수 있었다. 그러나, 초야권이 보편적이고 전국적인 권리로서, 왕권이나 교회권에 의해 명시되었다는 근거는 아직 존재하지 않는다. 허나 유럽 서방교회에서 발급한 16세기 면죄부 종류 명단에 초야권을 행한 이를 위한 면죄부가 있어서 16세기까지도 행해지고 있었음을 보여준다. 또한, 초야 행위는 중세 유럽만의 관습적 행위가 아닌, 중동과 중앙아시아에서도 볼 수 있는 풍습이었으며, 그 기원은 고대 사회로까지 거슬러 올라간다.